# Мухаммад I ас-Саліх
Аль-Саліх Насір ад-Дін Мухаммад бен Татар (араб. ناصر الدين محمد بن ططر) — мамелюкський султан Єгипту з династії Бурджитів.

## Життєпис
Перед смертю Татар 28 листопада 1421 року оголосив 10-річного сина Мухаммада спадкоємцем, який став султаном через 2 дні. 1 квітня 1422 року його усунув від влади устадар (управляючий султанського палацу) Барсбой.
Решту життя в палаці в Каїрі, перш ніж померти від чуми в березні 1430 року.